# Subsecretaría de Agricultura de Chile
La Subsecretaría de Agricultura  de Chile (SUBAGRI) es la subsecretaría de Estado dependiente del Ministerio de Agricultura, el cual es la institución encargada de fomentar, orientar y coordinar la actividad silvoagropecuaria del país. Desde el 26 de mayo de 2025, el subsecretario respectivo es Alan Espinoza Ortiz, bajo el gobierno de Gabriel Boric.

## Subsecretarios
| Subsecretario/a             | Partido       | Inicio                   | Final                    | Presidente                 |
| --------------------------- | ------------- | ------------------------ | ------------------------ | -------------------------- |
| Ciro Iturriaga Garcés       |               | c. 1958                  | 3 de noviembre de 1964   | Jorge Alessandri Rodríguez |
| Daniel Barría Sánchez       | PDC           | 3 de noviembre de 1964   | 1967                     | Eduardo Frei Montalva      |
| Carlos Figueroa Serrano     | PDC           | 1967                     | 1968                     | Eduardo Frei Montalva      |
| Felipe Amunátegui Stewart   | PDC           | 1968                     | 3 de noviembre de 1970   | Eduardo Frei Montalva      |
| Eduardo Montenegro A.       |               | 3 de noviembre de 1970   | 1972                     | Salvador Allende Gossens   |
| Mario Montanari Mazzarelli  |               | mayo de 1973             | 11 de septiembre de 1973 | Salvador Allende Gossens   |
| Julio Salas Romo            | Independiente | 12 de septiembre de 1973 | 11 de julio de 1974      | Augusto Pinochet Ugarte    |
| Renato Gazmuri Schleyer     | Independiente | 11 de julio de 1974      | 1 de abril de 1976       | Augusto Pinochet Ugarte    |
| Carlos Rodríguez Papic      | Independiente | 1 de abril de 1976       | 12 de julio de 1976      | Augusto Pinochet Ugarte    |
| Sergio Romero Pizarro       | Independiente | 12 de julio de 1976      | 11 de marzo de 1977      | Augusto Pinochet Ugarte    |
| José Luis Toro Hevia        | Independiente | 11 de marzo de 1977      | 1 de enero de 1981       | Augusto Pinochet Ugarte    |
| Luis Figueroa del Río       | Independiente | 1 de enero de 1981       | 13 de septiembre de 1983 | Augusto Pinochet Ugarte    |
| Jaime de la Sotta Benavente | Independiente | 13 de septiembre de 1983 | 26 de octubre de 1988    | Augusto Pinochet Ugarte    |
| Arturo Venegas Palacios     | Independiente | 26 de octubre de 1988    | 11 de marzo de 1990      | Augusto Pinochet Ugarte    |
| Maximiliano Cox Balmaceda   | PDC           | 11 de marzo de 1990      | 11 de marzo de 1994      | Patricio Aylwin Azócar     |
| Alejandro Gutiérrez Arteaga |               | 11 de marzo de 1994      | 22 de diciembre de 1996  | Eduardo Frei Ruiz-Tagle    |
| Jean Jacques Duhart Saurel  | PPD           | 23 de diciembre de 1996  | 11 de marzo de 2000      | Eduardo Frei Ruiz-Tagle    |
| Arturo Barrera Miranda      | PDC           | 11 de marzo de 2000      | 11 de marzo de 2006      | Ricardo Lagos Escobar      |
| Cecilia Leiva Montenegro    | PPD           | 11 de marzo de 2006      | 10 de enero de 2008      | Michelle Bachelet Jeria    |
| Reinaldo Ruiz Valdés        | PS            | 11 de enero de 2008      | 11 de marzo de 2010      | Michelle Bachelet Jeria    |
| Álvaro Cruzat Ochagavía     | UDI           | 11 de marzo de 2010      | 11 de marzo de 2014      | Sebastián Piñera Echenique |
| Claudio Ternicier González  | PDC           | 11 de marzo de 2014      | 11 de marzo de 2018      | Michelle Bachelet Jeria    |
| Alfonso Vargas Lyng         | RN            | 11 de marzo de 2018      | 27 de noviembre de 2019  | Sebastián Piñera Echenique |
| José Pinochet Olave         | RN            | 27 de noviembre de 2019  | 11 de marzo de 2022      | Sebastián Piñera Echenique |
| José Guajardo Reyes         | FRVS          | 11 de marzo de 2022      | 10 de marzo de 2023      | Gabriel Boric Font         |
| Ignacia Fernández Gatica    | Ind.          | 10 de marzo de 2023      | 26 de mayo de 2025       | Gabriel Boric Font         |
| Alan Espinoza Ortiz         | Ind.          | 26 de mayo de 2025       | en el cargo              | Gabriel Boric Font         |